# مقراب عاكس

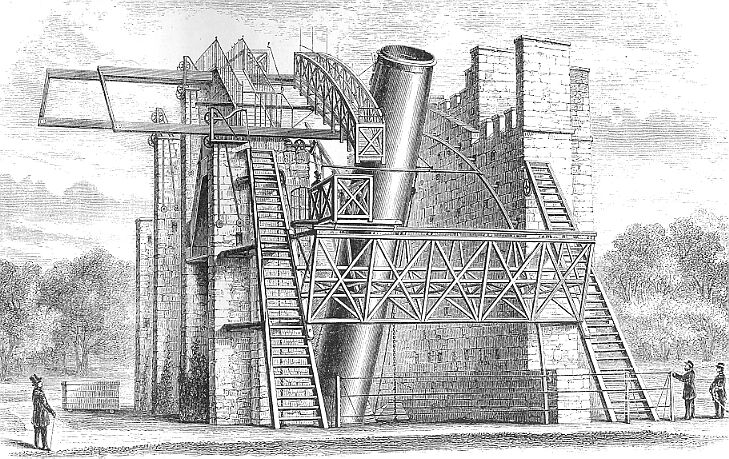
تلسكوب المرآة „Leviathan“ من عام 1860

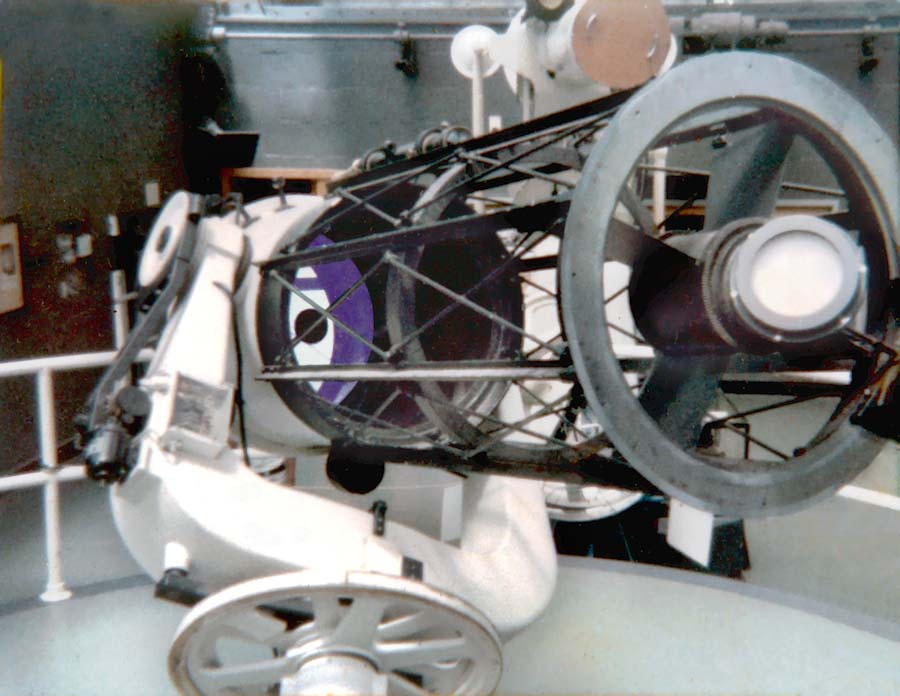
مقراب نيوتوني\كاسيجرياني قابل لمعادلة حركة الأرض ،اتساع المرآة 24 بوصة في معهد فرانكلين.

المقراب العاكس أو المرقب العاكس (بالإنجليزية: Reflecting telescope)‏ هو مقراب يستخدم مرآة مقعرة كبيرة مشكلة في هيئة قطع مكافئ. يستخدم مع المرآة الرئيسة مرأة أخرى مقعرة مواجهة للمرآة الرئيسية فتعكس عليها الأشعة وتركزها في بؤرة خلف المرآة الرئيسية. توجد في وسط المرآة الرئيسية فتحة صغيرة تمر فيها أشعة المرآة الثانوية بحيث يمكن رؤية الصورة عند البؤرة. التلسكوبات الحديثة تصل قطر مرآتها الرئيسية نحو 10 متر، وهي تستطيع مشاهدة أعماق الكون. يساعدها في ذلك كاميرات تجمع الاشعة القادمة من أجرام بعيدة يكون لمعانها ضعيف وذلك بتصويرها خلال ساعات طويلة.
تصلح تلك التلسكوبات لاستقبال الضوء المرئي ولاستقبال جزئين من طيف الأشعة الكهرومغناطيسية في نطاقي الأشعة فوق البنفسجية والأشعة تحت الحمراء البعيد.
المقرابات ذات المرايا هي أكبر النشآت الفلكية التي تقوم بالرصد الفلكي من الأرض. فهي تتكون من مرايا يبلغ قطر الواحدة منها 8 إلى 10 متر، وهي ثقيلة جدا. ولأنها لا تستطيع الرصد إلا في حيز ضيق من طيف الأشعة الكهرومغناطيسية بسبب امتصاص جو الأرض الشديد للأشعة الأخرى مثل أشعة إكس.
لهذا لجأ العلماء لإرسال تلسكوبات مرايا إلى الفضاء لتقوم بالرصد بعيدا عن جو الأرض الذي يمتص ويضعف الأشعة. وكان أولها تلسكوب هابل الفضائي الذي يقوم بالرصد في نطاق الأشعة المرئية وهو مكون أساسا من مرآتين عاكستين.
يعد تلسكوب هابل الفضائي أحد أكبر التلسكوبات الفضائية.أطلق في عام 1990 إلى الفضاء ويدور حول الأرض على ارتفاع نحو 600 كيلومتر، ولا يزال يعمل ويرسل صوره إلى مراكز البحوث على الأرض. قامت المؤسسة الأمريكية ناسا بالمساهمة مع وكالة الفضاء الأوروبية ببنائه، ويقوم بتشغيله معهد علوم تلسكوب الفضاء. وهو أحد مراصد ناسا الكبيرة، ويعمل جنبا إلى جنب مع مرصد كومبتون لأشعة غاما، ومرصد شاندرا الفضائي للأشعة السينية، وتلسكوب سبيتزر الفضائي الذي يستقبل الأشعة تحت الحمراء. بهذا تكمل التلسكوبات المختلفة عمل الآخرى بحيث نحصل على معلومات مرئية وغير مرئية من جميع أنحاء الكون، لمعرفة كيف بدأ؟ وما هو مصيره؟

## معلومات تاريخية

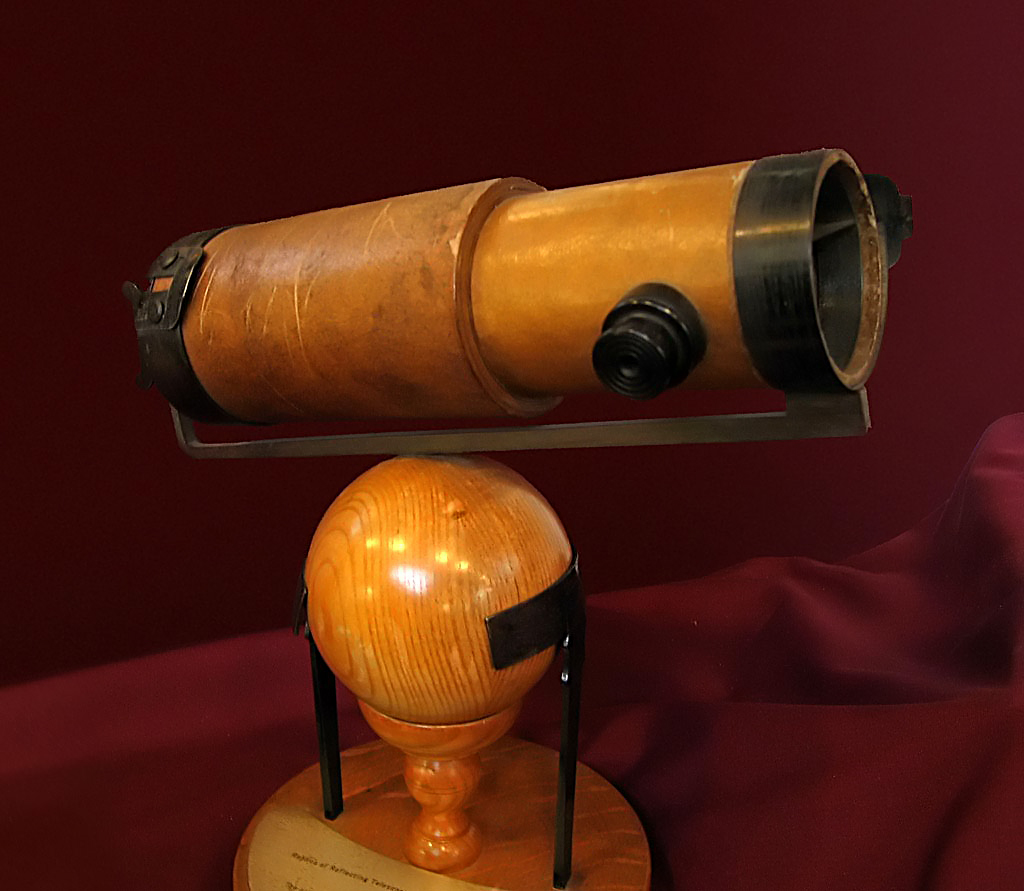
نسخة مقلدة من مقراب نيوتن العاكس الثاني، والذي قام بتقديمة إلى الجمعية الملكية عام 1672

فكرة أن مرآة مقعرة تقوم بعمل العدسات تعود على الأقل إلى دراسة ابن الهيثم في القرن الحادي عشر عن البصريات، وتم نشر العديد من هذه الأعمال في الترجمات اللاتينية في أوروبا الحديثة المبكرة. وبعد اختراع تلسكوب العدسات بقليل، تَحَـفز جاليليو جاليلي، وجيوفاني فرانشيسكو ساجريدو، وغيرهم بفضل إلمامهم بمبادئ المرايا المنحنية، وناقشوا فكرة بناء مقراب باستخدام مرآة لتقوم بعمل العدسة الرئيسة في تشكيل الصورة. وكانت هناك تقارير بأن البولوني تشيزاري كارافاجي قد قام ببناء واحد في عام 1626 . وكتب البروفيسور الإيطالي «نيكولو زوكي» في أبحاثٍ لاحقة أنه قام بتجارب استخدم فيها مرآة برونزية مقعرة في 1616. ولكنه ذكر أنها لم توفر صورةً مُرضية. كما متب عن الفوائد المحتملة من استخدام مرآة في شكل قطع مكافئ. فهي تعمل على خفض الزيغ الكروي والتخلص من الزيغ اللوني؛ الأمر الذي قاد إلى العديد من التصميمات الجديدة للمقراب العاكس.
هذا وتعد أفكار جيمس جريجوري والتي نشرت لشرح المقراب الذي أصبح يطلق عليه مقراب غريغوري أكثر هذه الأفكار شهرةً، إلا أنه لم يتم صنه نماذج عملية حتى قام روبرت هوك بصنعه في عام 1673.
وينسب بشكلٍ عام إلى إسحاق نيوتن صُنع أول مقراب عاكس في عام 1668. وقد استخدم المقراب معدنًا كرويًا مصقولاً في شكل قطع مكافيء كـ مرآة أساسية ومرآة صغيرة قُطرية في ترتيب بصري أصبح يعرف باسم مقراب نيوتن.
وعلى الرغم من المزايا النظرية للتصميم العاكس، ولكن صعوبة التصنيع والأداء الضعيف لمرايا العاكس المعدني المستخدمة في ذلك الوقت، فقد أخذ الأمر أكثر من 100 عام حتى تصبح هذه المقاريب أكثر شعبية. والكثير من التطورات في المقراب العاكس تضمنت إتقان صنع مرآة قفطع مكافيء في القرن الثامن عشر، والمرايا الزجاجية المُبَطنة بالفضة في القرن التاسع عشر، وبطانات الألومنيوم طويلة الأجل في القرن العشرين، والمرآة المجزأة للسماح بقطرٍ أكبر، والبصريات النشطة للتعويض عن التشويه الناتج عن الجاذبية. كانت مقاريب الانعكاسية الانكسارية مثل تلسكوب شميدت، التي تَستخدم عدسة (لوحة تصحيح) ومرآة كعناصرٍ أساسية أحد ابتكارات منتصف القرن العشرين، والتي استخدمت بشكلٍ رئيسي في التصوير واسع المجال من دون انحرافٍ كروي.
وقد شهد أواخر القرن العشرين تطور البصريات المكيفة وبصريات نشيطة للتغلب على تاثيرات كثافة الجو واختلاف درجة حرارته مما يعقد الرؤية الفلكية. وكذلك لجأ العلماء إلى إرسال تلسكوبات إلى الفضاء للتصوير الفلكي بعيدا عن الغلاف الجوي للأرض، وجميعها يستخدم نظام المرآة المقعرة مثل تلسكوب هابل الفضائي الذي ارسل إلى مدار حول الأرض في عام 1996 ولا يزال يرسل إلينا بصوره الدقيقة. وأنواع عديدة أخرى من التلسكوبات وأدوات التصوير في المركبات الفضائية لتغطي الرصد الفلكي في حيز الأشعة فوق البنفسجية والأشعة السينية والأشعة تحت الحمراء.

## الاعتبارات التقنية

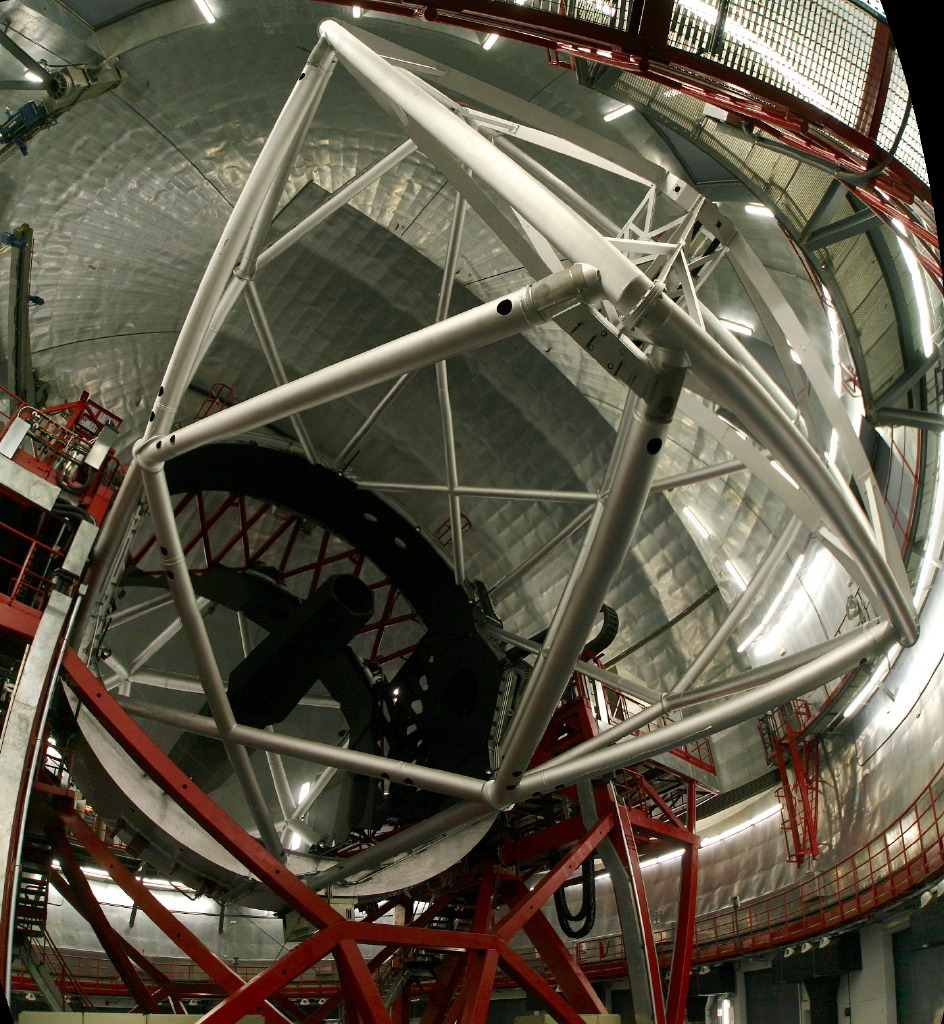
المقراب الكبير في جزر الكناري

مرآة أساسية مقعرة في شكل قطع مكافيء هي العنصر البصري الأساسي للمقراب العاكس وهي التي تخلق صورة عند المستوى البؤري. والمسافة بين المرآة والمستوى البؤري تسمى البعد البؤري. توجد كاميرا عادة عند البؤرة لتسجيل الصورة. بالإضافة إلى المرآة الرئيسية الكبيرة توجد في مواجهتها مرآة مقعرة أخرى صغيرة لعكس الاشعة في اتجاه المرآة الرئيسية، وتجمع الأشعة في بؤرة خلف الرآة الرئيسية. توجد في الرآة الرئيسية ثقب صغير لتمرير الأشعة المركزة في البؤرة حيث تستقبلها الكاميرا.
وتكون المرآة الأساسية في معظم المقاريب الحديثة مصنوعةً من مرآة مقعرة من الزجاج الصلب وقليل التمدد الحراري. يكون سطحها الأمامي مصقولاً ليصبح على هيئة قطع مكافيء (إذا كان سطح المرآة كرويا فلا نحصل على صورة واضحة). على سطح المرآتين توجد وطبقة رقيقة من الألومنيوم مرسبة فراغيًا على المرآة شديدة الانعكاس.
تستخدم بعض المقاريب مرايا رئيسية مصنوعة بشكلٍ مختلف. فيتم تدوير الزجاج الذائب لجعل سطحه مكافئًا، وتستمر في الدوران بينما تبرد وتتصلب. (انظرالفرن الدوار.) ويكون شكل المرآة الناتجة مقاربًا للشكل المكافئ المرغوب فيه مما يحتاج إلى أقل قدرٍ من الصقل والتلميع للوصول إلى الشكل المطلوب تمامًا.

### الأخطاء البصرية
المقاريب العاكسة، مثلها مثل أي نظامٍ بصريٍ آخر، لا تُنتِج صورًا «مثالية». تعني الحاجة إلى تصوير الأشياء الموجودة على مسافاتٍ تصل إلى ما لا نهاية، ورؤيتها على موجاتٍ ضوئية مختلفة، جنبًا إلى جنب مع الحاجة إلى الحصول على طريقةٍ ما لرؤية الصور التي تُنتجها المرآة الأساسية، أن هناك دائمًا مساومة في التصميم البصري لمقرابٍ عاكس.

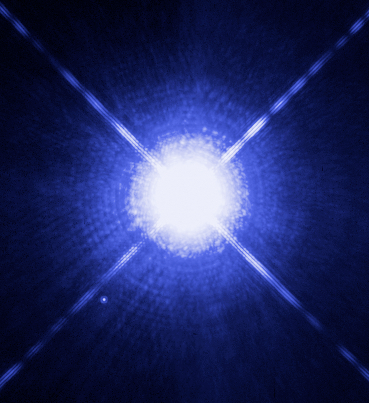
صورة لسيريوس أ وسيريوس ب من قِبَل مرصد هابل الفضائي توضح ارتفاعات الحيود وحلقات تراكز الحيود.

لأن المرآة الأساسية تركز الضوء إلى نقطة مشتركة أمام سطح انعكاسها، فمعظم تصاميم المقارب العاكسة لها مرآة ثانوية، وحامل للفيلم، أو مكشاف قريب جزئيًا من نقطة التركيز تلك؛ يعوق الضوء من الوصول إلى المرآة الأساسية. ولا يتسبب هذا في تقليل كمية الضوء التي يجمعها النظام، بل يتسبب أيضًا في فقدان تباين الصورة بسبب عوامل الحيود التي تسببها الإعاقة وأيضًا ارتفاع الحيود الذي تسببه معظم الهياكل الثانوية الداعمة.
إن استخدام المرايا يتجنب الزيغ اللوني ولكنه يُنتج أنواعًا أخرى من الزيغ. ولا يمكن لـمرآة كروية أن تأتي بالضوء من غرضٍ بعيد لتركيزٍ واحد، بما أن انعكاس الضوء الذي يصطدم بالمرآة حول حوافها لا يتقارب مع الانعكاسات المنعكسة من النقاط الأقرب لمركز المرآة، وهو الخلل الذي يطلق عليه الزيغ الكروي. ولتجنب تلك المشكلة، تستخدم معظم المقاريب العاكسة مرايا مكافئة الشكل، وهو الشكل الذي يمكنه تركيز كل الضوء على منطقة تركيزٍ بعينها. وتعمل المرايا المكافئة جيدًا مع الأشياء الموجودة بالقرب من مركز الصورة التي تنتجها، (الضوء المسافر موازٍ لـ المحور البصري للمرآة)، ولكنها تعاني من زيغ بُعد المحور عند البعد في اتجاه حواف نفس مجال الرؤية:
- الزغب - وهو زيغ يحدث حين تتركز نقطة المصادر (النجوم) عند مركز الصورة في نقطة، ولكنها عادةً ما تظهر «على شكل-المذنبات» كلطخات شعاعية، والتي تصبح أسوأ تجاه حواف الصورة.
- تقوس الحقل - إن أفضل مسطح للصور يكون غالبًا مقوسًا، مما قد لا يتطابق مع شكل المستشعر ويؤدي إلى خطأ في التركيز على المجال. ويتم أحيانًا معادلته بعدسة تسطيح المجال.
- اللابؤرية - وهي زيغ سمتي للتركيز حول الفتحة، مما يجعل صور النقاط البعيدة عن المحور تبدو وكأنها بيضاوية الشكل. قد لا تمثل اللابؤرية مُشكلةً شائعة في مجال الرؤية الضيق، ولكنها سرعان ما تصبح أكثر سوءًا عند الاستخدام مع مجالٍ أوسع للرؤية، وتختلف تربيعيًا مع زاوية المجال.
- التحرف - لا يؤثر التحرف على جودة الصورة (حدتها) ولكنه يؤثر على شكل الأشياء. ويتم معادلته أحيانًا عن طريق معاملة الصورة.

وهناك تصاميم للمقاريب العاكسة التي تستخدم أسطح مرايا معدلة (مثل مقراب ريتشي-كريتيان) أو نوعًا من العدسات المصححة (مثل المقاريب الانعكاسية الانكسارية) التي تقوم بتصحيح بعض أنواع الزيغ هذه.

## الاستخدام في الأبحاث الفلكية
تعد كل المقاريب الكبيرة للأبحاث الفلكية تقريبًا مقاريب عاكسة. ويرجع ذلك إلى العديد من الأسباب:
- عند استخدام العدسة يجب أن يكون حجم المادة كله خاليًا من الشوائب وعدم التجانس، في حين أنه يجب أن تكون المرآة عبارة عن سطحٍ واحدٍ فقط مُلمع على نحوٍ مثالي.
- تسافر الأضواء ذات الأطوال الموجية المختلفة في أي وسيطٍ غير التخلية بسرعاتٍ مختلفة. وهذا ما يسبب الزيغ اللوني في العدسات غير المصححة. وإن تصنيع عدسة كبيرة خالية من الزيغ، عملية مكلفة. ويمكن لمرآة أن تمحو هذه المشكلة نهائيًا.
- تعمل العواكس على طيف كهرومغناطيسي أوسع بما أن أطوال موجية معينة يتم امتصاصها حين تعبر خلال عناصر الزجاج مثل تلك الموجودة في عاكس أو انعكاسي انكساري.
- هناك مشاكل هيكلية ترتبط بالتصنيع والتلاعب في فتحات العدسات الكبيرة، وبما أنّ العدسة يمكن تثبيتها في مكانها فقط عند الحواف، فإن مركز العدسة العملاقة سوف ينحني بفعل عوامل الجاذبية، الأمر الذي سوف يؤدي إلى تشوه الصورة، ويبلغ حجم أكبر عدسة في المقراب الانكساري حوالي متر واحد،[19] وعلى العكس، فإن المرآة يمكن أن يتم تثبيتها من الجانب الآخر للسطح العاكس كله، ويُعد هذا حلاً لمشكلة الانحناء التي تواجه المقارب العاكسة بسبب الجاذبية، ويتعدى طولُ قطرِ أكبر تصميمات العواكس حاليًا عشرة أمتارٍ.

## تصاميم المقراب العاكس

### تصميم جريجوري

مسار الضوء في مقراب جريجوري.

يستخدم المقراب الجريجوري الذي وَصَفَه العالم جيمس جريجوري في كتابه «التعزيز البصري» (Optica Promota) عام 1663، مرآةً ثانوية مقوسة تعيد عكس الصورة من خلال فتحة في المرآة الأساسية، وهذا ما ينتج عنه صورة معدولة، تستخدم في أخذ الملاحظات عن كوكب الأرض، وما زالت بعض مقاريب تحديد النطاق تُصَنع بنفس الطريقة، وهناك العديد من المقاريب الحديثة الكبيرة التي تستخدم التصميم الجريجوري مثل: مقراب الفاتيكان التكنولوجي المتطور، ومقاريب ماجلان، ومقراب بينوكلر الكبير، ومقراب ماجلان العملاق.

### تصميم نيوتن

مسار الضوء في مقراب نيوتوني.

يُعد المقراب النيوتوني أولَ مقرابٍ عاكس ناجح، والذي أكمله إسحاق نيوتن في عام 1668، وعادةً يحتوي على مرآةٍ قطعية أساسية ولكن عند معدل بؤري يساوي f/8 أو أطول، وقد يكفي وجود مرآة كروية للحصول على رؤية عالية الدقة، وتقوم مرآة ثانوية مُسَطَّحة بعكس الضوء على سطح التركيز الموجود على جانب رأس أنبوب المقراب، وتعد هذه واحدة من أبسط وأقل التصاميم كلفة والتي يمكن رؤية الكواكب والأجسام السيارة من خلالها، ويشتهر هذا التصميم بين الهواة من صناع المقاريب حيث يمكن بناؤه في المنزل.

### تصميم كاسيجريان وتنوعاته

مسار الضوء في مقراب كاسيجرياني.

المقراب الكاسيجرياني (وأحيانًا يُطلَق عليه اسم «الكاسيجرياني الكلاسيكي») هو تصميم لـلوران كاسيجريان (Laurent Cassegrain) تم نشره في عام 1672، ويحتوي على مرآة أساسية قطعية مكافئة، ومرآة ثانوية زائدة المقطع تقوم بعكس الضوء مجددًا خلال فتحة في المرآة الأساسية، ويخلق تأثير الطي والتباعد للمرآة الثانوية مقرابًا ذا بعد بؤري طويل بينما يكون له أنبوب قصير.

#### ريتشي-كريتيان
مقراب ريتشي-كريتيان، هو ذلك الذي اخترعه كلٌ من جورج ويليس ريتشي (George Willis Ritchey) وهنري كريتيان (Henri Chrétien) في أوائل العقد الثاني من القرن العشرين، وهو نوع متخصص من العاكس الكاسيجرياني، ويحتوي على مرآتين زائدتي المقطع (بدلاً من مرآة مكافئة أساسية)، ويُعد هذا المقراب خاليًا من الزغب والزيغ الكروي قرابة سطح تركيز، هذا إنْ كان التقوسان الأساسي والثانوي مشكلين بصورةٍ مناسبة، الأمر الذي يجعله أفضل للاستخدام في المجال الواسع والملاحظات الفوتوغرافية، وتقريبًا يعد كل مقراب عاكسًا احترافيًا في العالم من التصميم الريتشي-كريتيان.

#### مصحح البؤرية ثلاثي المرايا
إن إدراج مرآة ثالثة من شأنه أن يساعد في تصحيح أية تشوهات أو بؤرية باقية في الصورة في تصميم الريتشي-كريتيان، وهذا يسمح بمجالات رؤية أوسع بكثير.

#### دال-كيركهام
قام (هوراس دال (Horace Dall)) في عام 1928 بعمل تصميم مقراب دال-كيركهام الكاسيجرياني، وأخذ الاسم المذكور في المقالة المنشورة في مجلة ساينتفك أمريكان في عام 1930، والتي تبعت النقاش بين عالم الفلك الهاوي (ألان كيركهام (Allan Kirkham)) و (ألبرت جي إنجالاس (Albert G. Ingalls))، والذي كان محررَ المجلة في ذلك الوقت. ويستخدم التصميم مرآة أساسية بيضاوية مقعرة ومرآة ثانوية كروية محدبة، ومع أن هذا النظام أسهل في الصقل من الكاسيجرياني الكلاسيكي أو الريتشي-كريتيان، فهو لا يقوم بتصحيح الزغب البعيد عن المحور، وفي الحقيقة فإن تقوس المجال أقل منه في الكاسيجرياني الكلاسيكي، وبسبب صعوبة ملاحظة هذا التقوس عند معدلات بؤرية أطول، فقليلاً ما تكون مقاريب دال-كيركهام أسرع من f/15، وتعد مقاريب تاكاهاشي ميولون نوعًا من معدات دال-كيركهام بسرعة f/12 ويُعتَد بها إلى حدٍ كبير، وتتطلب مُعدِلاً للتطبيقات واسعة المجال.

### التصاميم اللامحورية
هناك العديد من التصاميم التي تحاول تجنب إعاقة الضوء القادم عن طريق التخلي عن المرآة الثانوية أو نقل أي عنصر ثانوي بعيدًا عن المحور البصري للمرآة الأساسية، والتي عادة ما يُطلَق عليها اسم الأنظمة البصرية اللامحورية.

#### تصميم هيرشل

مقراب هيرشل.

تم تسمية تلسكوب هيرشل  على اسم ويليام هيرشل (William Herschel)، الذي استخدم هذا التصميم في بناء مقاريب كبيرة الحجم، من ضمنها مقراب بقطر 49.5 بوصة (126 سم) في عام 1789، وتكون المرآة في التصميم الهيرشلي مائلة حتى لا تعوق رأسُ الملاحظ الضوءَ القادم. وعلى الرغم من أن هذا يُنتج زيغًا هندسيًا، فقد قام هيرشل بتوظيف هذا التصميم لتجنب استخدام مرآة ثانوية نيوتونية، بما أن المرايا المصنوعة من العاكس المعدني وقتها كانت تفقد اللمعان سريعًا ولم تتمكن من تحقيق سوى 60% فقط من الانعكاس.

#### شيفشبيجلر
يُعد مقراب شيفشبيجلر («المنحرف» أو «العاكس المائل») من أنواع المقاريب الكاسيجريانية، والذي يستخدم مرايا مائلة لتجنب إلقاء ظل المرآة الثانوية على الأساسية، ومع ذلك، يؤدي هذا إلى زغب وبؤرية زائدين عند استبعاد أنماط الحيود، ويمكن معالجة هذه العيوب عند المعدل البؤري الواسع — معظم مقاريب شيفشبيجلر تستخدم f/15 أو أطول، مما يؤدي إلى تقيد الملاحظة المفيدة للقمر والكواكب.
وتشيع عدة أنواع متباينة، بعدد متغير من المرايا من أنواعٍ مختلفة، ويستخدم أسلوب (كاتر (Kutter)) مرآة أساسية مقعرة وحيدة وأخرى ثانوية محدبة، بينما يستخدم نوع معين من الشيفشبيجلر-المتعدد مرآةً أساسية مقعرة، وأخرى ثانوية محدبة وثالثة مكافئة، ومن أحد الجوانب المثيرة للاهتمام لبعض مقاراب الشيفشبيجلر هو أنه من الممكن أن تتدخل المرايا في مسار الضوء مرتين — كل مسار للضوء ينعكس على طول مسار جنوبي مختلف.

#### تصميم يولو

مسار الضوء في أنظمة شيفشبيجلر ويولو البصرية.

تم تطوير نظام اليولو على يد (آرثر إس. ليونارد (Arthur S. Leonard)) في منتصف الستينيات من القرن العشرين، وعلى غرار الشيفشبيجلر، فهو مقراب عاكس غير معاق ومائل. يتكون اليولو من مرآة أساسية وثانوية مقعرتين، بنفس درجة التقوس، وعلى نفس الميل من المحور الأساسي، وتستخدم معظم مقارب اليولو عاكسًا حلقيًا، ويخلو تصميم اليولو من الزغب، إلا أنه يحتفظ بدرجة كبيرة من البؤرية، والتي يتم خفضها بتشويه المرآة الثانوية بنوعٍ من أحزمة التشويه أو تلميع شكل حلقي بداخلها.

### مقارب المرآة السائلة
تستخدم تصاميم المقارب مرآة دوارة تتكون من معدن سائل في إناءٍ يدور على سرعةٍ ثابتة، ومع دوران الإناء، يشكل السائل سطحًا مكافئًا غير محدود الحجم، ويخصص هذا لمرايا المقارب ذات الأحجام الكبيرة (أكبر من ستة أمتار)، ولكن لسوء الحظ لا يمكن توجيهها بسبب وضعها العمودي الدائم.

## أسطح التركيز

### التركيز الأساسي

تصميم لمقراب أساسي التركيز. الملاحظ/الكاميرا يوجد عند نقطة التركيز (والتي تظهر على شكل علامة إكس (X) حمراء).

في تصميم التركيز الأساسي لا يتم استخدام عدسات ثانوية، ويتم الوصول للصورة عند نقطة التركيز للـمرآة الأساسية، ويوجد عند نقطة التركيز نوع ما من الهيكل لحمل لوحة الفيلم أو المستشعر الإلكتروني. وفي الماضي، في المقاريب الكبيرة كان الملاحظ يجلس داخل المقراب في «قفص الملاحظة» لرؤية الصورة بشكلٍ مباشر أو لتشغيل الكاميرا، أما اليوم فتسمح كاميرات الأجهزة مزدوجة الشحنة (CCD) بتشغيل المقراب عن بعد من أي مكان في العالم تقريبًا، وتكون المساحة المتاحة عند التركيز الأساسي محدودة بشكلٍ كبير نظرًا للحاجة إلى تجنب إعاقة الضوء القادم.
وغالبًا ما تكون المقارب الراديوية ذات تصميم أساسي التركيز، حيث يتم استبدال المرآة بسطحٍ معدني لعكس الموجات الراديوية، ويكون الملاحظ هوائيًا.

### تركيز ناسميث وكودي

مسار ضوء ناسميث/كودي

#### ناسميث
يشبه تصميم ناسميث التصميم الكارسيجياني فيما عدا أنه لا يتم عمل فتحة في المرآة الأساسية؛ ولكن عوضًا عن ذلك تقوم مرآة ثالثة بعكس الضوء للجانب.

#### كودي
إن إضافة المزيد من العدسات إلى مقرابٍ على أسلوب ناسميث لتوصيل الضوء (غالبًا خلال محور ميل) لنقطة تركيز ثابتة لا تتحرك مع إعادة توجيه المقراب، يعطى تركيز كودي (من الكلمة الفرنسية التي تعني المرفق أو الكوع). وعادة ما يتم استخدام هذا التصميم على مقاريب المراصد الفلكية الكبيرة؛ وذلك لأنها تسمح باستخدامٍ أسهل لأدوات الملاحظة الكبيرة مثل راسم الطيف.
وقد تم استخدام تركيز كودي بكثرة في المقارب الكبيرة المبنية في أغلب القرن العشرين؛ لأن القيود على التصميم البصري والصناعة تتطلب رواسم طيفية عالية الدقة بشكلٍ أخص لتحتوي على مرايا موازاة كبيرة (تكون مثالية عندما تكون بنفس حجم مرآة المقراب الأساسية) وأطوال مجالية واسعة للغاية، ولم يكن متاحًا في ذلك الوقت إزالة هذه الأدوات من مكانها، وكان الحل الوحيد هو أن تتم إضافة مرايا إلى مسار الضوء لتوجيه الضوء إلى مكانٍ ثابت حيث توجد آلة مشابهة تبيت على أو أسفل سطح الملاحظة (وغالبًا ما كانت تبنى كجزءٍ تكاملي غير متحرك من مبنى المرصد). وقد تم بناء كل من مقراب هالي الذي يبلغ طوله مترًا واحدًا ونصف المتر، ومقراب هوكر، وبوصة مقراب هالي الذي يبلغ طوله مائتي بوصة، ومقراب شاين، ومقراب هارلان جي سميث (Harlan J. Smith) على أجهزة كودي للتركيز. وقد سمح تطوير مقاييس إيشيل الطيفية بعمل قياس طيفي عالي الدقة مع أدوات أكثر صغرًا، واحدة منها يمكنها أحيانًا أن تركب بفاعلية على التركيز الكارسيجياني، ومنذ أن تم تطوير مقراب (ألت-آز (alt-az)) غير المكلف والمستقر كفاية الذي تتحكم فيه الحواسيب في الثمانينيات، حَلَّ تصميم الناسميث محل تركيز كودي في المقارب الكبيرة.